# Hilleshagen
Hilleshagen (Limburgs: Hilleshage) is een buurtschap van Mechelen (Gemeente Gulpen-Wittem) aan de weg die de dorpen Vijlen en Mechelen met elkaar verbindt. De 250 bewoners (anno 2002) wonen in een lintbebouwing langs de weg. De buurtschap ligt aan de oude weg van Maastricht naar Aken.
Hilleshagen ligt op een heuvelrug die zich uitstrekt van de Vijlenerbossen tot aan Mechelen. Aan de zuidzijde van de buurtschap ligt dertig meter dieper in het dal de Lombergbeek.

## Bezienswaardigheden

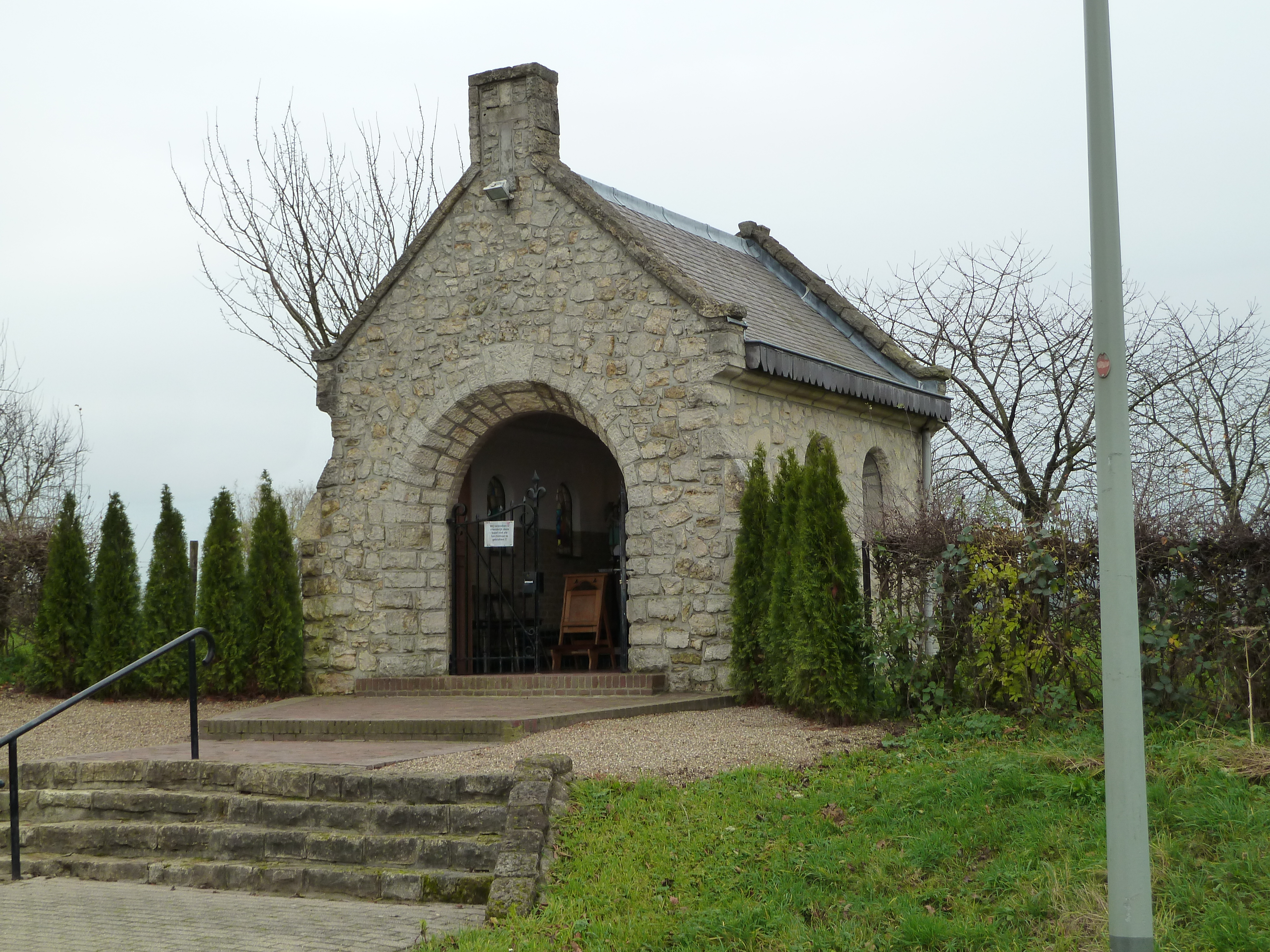
Sint-Jozefkapel